# Corinne Hermès
Corinne Hermès (nascuda Corinne Miller el 16 de novembre de 1961 a Lagny-sur-Marne) és una cantant francesa. Va representar Luxemburg al Festival d'Eurovisió l'any 1983 amb la cançó Si la vie est cadeau (música de Jean-Pierre Millers i lletra d'Alain Garcia), amb la qual va guanyar l'edició d'aquell any.

## Àlbums
- 1980. 36 front populaire (comèdia musical).
- 1997. Ses plus grands succès.
- 2006. Vraie.
- 2008. Si la vie est cadeau - 25 ans.

## Cançons
- 1979. La ville où je vis.
- 1983. Si la vie est cadeau.
- 1983. Vivre à deux.
- 1984. Michael.
- 1986. Ma liberté.
- 1989. Dessine-moi.
- 1990. S.O.S..
- 1991. Suffit d'y croire.
- 1993. L'amour est artiste.
- 2006. On vit comme on aime.
- 2006. S'il n'y avait pas les mots.